# Molenaar

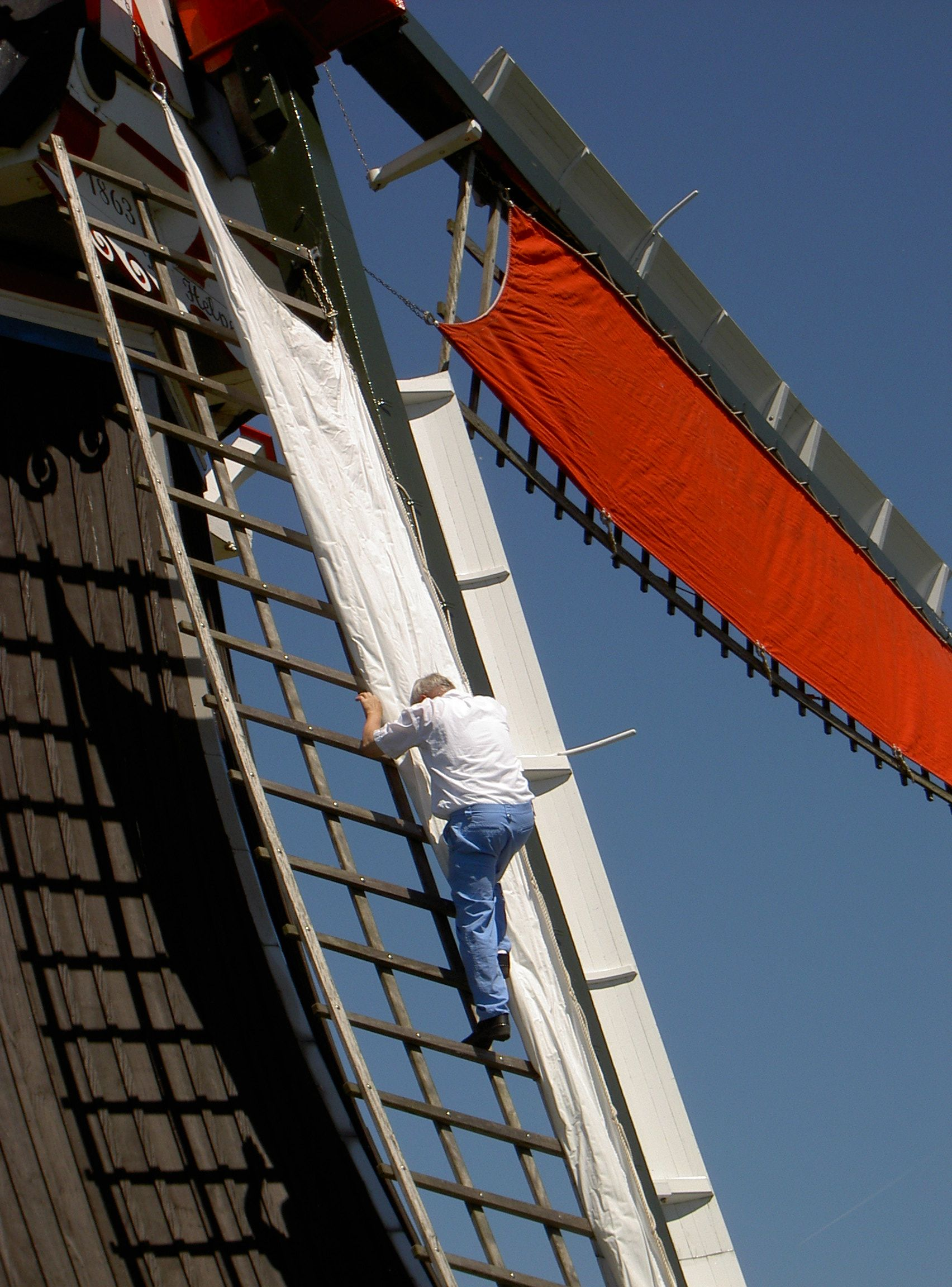
Molenaar bevestigt zeilen op de wieken van de Helper

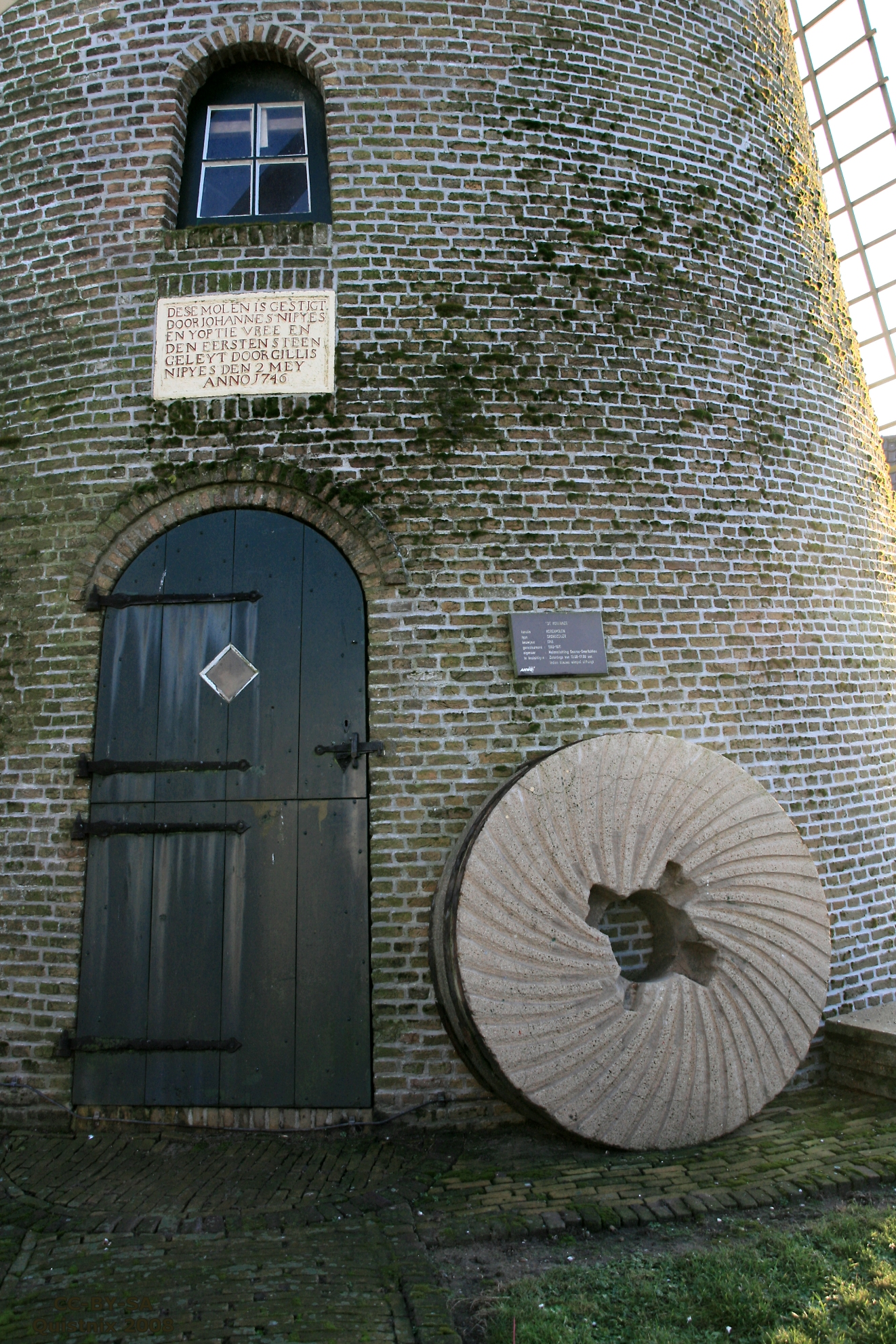
Een molensteen

Een molenaar (in verschillende dialecten en ook wel in het Nederlands mulder) is iemand die met een molen werkt. Een molenaar werkt tegenwoordig meestal als vrijwilliger op een poldermolen, korenmolen, houtzaagmolen of oliemolen. Er zijn in Nederland en Vlaanderen nog enkele beroepsmolenaars.
In december 2017 werd het typisch Nederlandse beroep van molenaar toegevoegd aan de internationale lijst van immaterieel cultureel erfgoed van UNESCO.
Het ambacht van een molenaar heeft veel facetten: hij heeft niet alleen verstand van het bedrijf dat hij uitvoert, bijvoorbeeld het malen van graan, maar moet ook verstand hebben van het weer. Hij moet de wolkenvormen goed kennen om te weten wanneer hij de windmolen nog verantwoord kan laten draaien. Wanneer de molen bij te sterke wind op hol slaat bestaat het risico dat de molen in brand vliegt. Vroeger verloor een molenaar dan voor lange tijd zijn inkomstenbron. 
Naast het malen van graan en het omgaan met de grillen van het weer moet een graanmulder de molenstenen goed kunnen scherpen (billen). Dat is iets wat regelmatig nodig is om een goed product te kunnen krijgen.
De patroon van de molenaars is Victor van Marseille.

## Korenmolen
Een korenmolen was vroeger een bijna onmisbaar onderdeel van de voedselvoorziening van een dorp waardoor de korenmolenaar in de dorpsgemeenschap een belangrijke positie innam. In veel gevallen was de molenaar pachter van een korenmolen en was de lokale adel, een gasthuis of het stadsbestuur eigenaar van de molen. Toch waren oudtijds veel molenaars eigenaar van de molen die ze bemaalden.

## Poldermolen
Poldermolenaars waren in dienst bij het waterschap waarin de molen stond. Meestal konden deze molenaars van hun loon niet rondkomen en verhuurden zij zich in de zomer (als poldermolens toch wegens watertekort buiten werking waren) als boerenknecht. Bij een poldermolen kon tijdens het malen paling gevangen worden. Sommige molens hebben bij het scheprad in de krimpmuur hiervoor een gat waar de paling inzwemt.

## Boerengemaal
Er was ook verschil in molenaarsbedrijven. Dit hing nauw samen met het gebruik van de molen. Sommige mulders maalden alleen voor de bakkers. Anderen gebruikten hun molen om naast het graan voor de bakkers ook voor het vee van de boeren te malen: het zogenoemde boerengemaal. Dit gebeurde praktisch overal op de molens in de wat kleinere dorpen. Daar komt het spreekwoord "Wie het eerst komt, die het eerst maalt" vandaan.

## Betaling in natura
Vroeger werd de molenaar niet betaald in geld maar in natura (goederen). Hij schepte uit iedere zak die hij gemalen had wat meel voor eigen gebruik of voor verdere verkoop (het scheprecht). De mulders met een boerengemaal hadden het in de winter, als het vee op stal stond, erg druk. Als er dan genoeg wind stond, werd er dag en nacht gemalen. Tijdens windstille periodes waren er geen inkomsten en werd de tijd nuttig gevuld met onderhoud en reparaties aan de molen of de maalstenen. Vaak ook had de mulder ter aanvulling op zijn inkomen een nevenberoep zoals kastelein, bakker, kolenboer of hield hij er wat varkens of kippen bij.

## Historische reputatie
Molenaars hadden geen al te beste reputatie. Er was argwaan dat ze knoeiden bij het afwegen en op seksueel gebied gingen ze door voor losbandig, omdat ze op gelijk welk moment de echtelijke sponde konden verlaten, voorwendend dat de wind was gedraaid. Daarom was er veel literatuur waarin woeste seks op hen werd geprojecteerd, zoals ook op zeelieden en boeren.

## Bewoning
Korenmolens worden vanwege het stof niet bewoond dit in tegenstelling tot poldermolens. Bij een wipmolen met een molenaar met een groot gezin sliepen kinderen ook in het bovenhuis. Er zijn nog steeds poldermolens die bewoond worden.

## Molens in Nederland
Tot 1900 stonden er in Nederland ongeveer 10.000 molens. In elk dorp was er wel één of meer te vinden om in de eerste levensbehoeften van de bewoners te kunnen voorzien: namelijk graan tot meel te malen om het dagelijks brood te kunnen bakken. Tevens was de korenmolen een ontmoetingsplaats voor de dorpsbewoners. De stoommachine, later de dieselmotor en de elektromotor hebben de windmolen verdrongen. Later kwamen voor veevoer de zogenaamde hamermolens, die motorisch werden aangedreven en de onderhoudsgevoelige maalstenen overbodig maakten. Tevens deed ook het mengvoeder zijn intrede, zodat de mulder meer handelaar werd, en bleef er van het beroep van mulder niet veel meer over. Brandstofschaarste tijdens de Tweede Wereldoorlog leidde nog tot een tijdelijke opleving, maar die was na de bevrijding snel verdwenen. Tot in de jaren 50 van de twintigste eeuw functioneerden echter nog enkele korenmolens voor het malen van graan voor boer en bakker. Windbemaling met een poldermolen als hoofdbemaling voor een polder is halverwege de jaren zeventig van de 20e eeuw bijna geheel verdwenen. De molenviergang Aarlanderveen fungeert tot op heden nog grotendeels als enige bemaling voor de polder. Als het nodig is worden echter de elektrische hulpgemalen, die stammen uit 1994, ingezet zoals bij windstilte of als een van de molens buiten gebruik is. Momenteel is nog maar een klein aantal mensen beroepsmolenaar, die uitsluitend voor menselijke consumptie malen en alleen in uitzonderlijke gevallen worden nog poldermolens als hulpgemaal ingezet.

## Monumentenzorg
Momenteel zijn er in Nederland nog ongeveer 1200 molens over. Die zijn voor het grootste gedeelte eigendom van gemeenten of stichtingen en worden met behulp van monumentenzorg onderhouden.
Sinds 1923 is de Vereniging De Hollandsche Molen actief op het gebied van het Nederlandse molenbehoud. De vereniging heeft een eigen website met een database van alle Nederlandse molens. Daarnaast is sinds 28 december 1970 ook Stichting De Fryske Mole actief met het molenbehoud en onderhoud in de Provincie Friesland.
Voor het behoud van een molen is het belangrijk dat hij regelmatig draait. Veel van de bestaande molens draaien wekelijks dankzij de inzet van deskundige vrijwillige molenaars, zodat men ook nu nog kan zien hoe vroeger met de molens gewerkt werd.
Om het eeuwenoude ambacht van molenaar op nieuwe generaties over te kunnen brengen, is in Nederland sinds 1972 het Gilde van Molenaars (GVM, tot 2023 Gilde van Vrijwillige Molenaars) met een speciaal lesprogramma voor molens actief. De opleiding duurt in de regel twee jaar. De leerling molenaar moet ten minste één jaar op verschillende molens stage hebben gelopen, waarna hij of zij een regionaal examen wordt afgenomen. Na slaging vindt aanmelding plaats voor het landelijk examen. Als de leerlingmolenaar bij het examen van De Hollandsche Molen blijk heeft gegeven van voldoende kennis en vaardigheid, krijgt hij of zij het getuigschrift van De Hollandsche Molen uitgereikt.
Daarnaast bestaat in Friesland sinds 1973 het Gild Fryske Mounders (GFM) dat eveneens een molenaarsopleiding verzorgt.